# Acidi biliari
Gli acidi biliari sono sintetizzati nel fegato e inclusi nella bile, la quale verrà secreta nel duodeno per facilitare la digestione e l'assorbimento dei grassi e delle vitamine liposolubili. Gli acidi biliari derivano dal colesterolo, che, dopo diverse reazioni forma l'acido colico e l'acido chenodesossicolico.
Questi possono condensare con un'ammina solforata, la taurina formando l'acido taurocolico e l'acido taurochenodesossicolico, oppure possono condensare con la glicina formando l'acido glicocolico e l'acido glicochenodesossicolico.
Gli acidi biliari e i loro sali (di sodio e potassio) oltre a permettere l'emulsione dei lipidi, hanno un'azione batteriostatica, e vengono utilizzati in microbiologia come inibitori dei batteri Gram positivi nei terreni di coltura. Gli acidi biliari sono prodotti nel fegato dal Citocromo P450 mediante ossidazione del colesterolo.

## Struttura dei principali acidi biliari

Acido colico
Acido glicocolico
Acido taurocolico
Acido desossicolico
Acido chenodesossicolico
Acido glicochenodesossicolico
Acido taurochenodesossicolico
Acido litocolico

## Valori normali
I valori normali che un adulto deve avere in un esame del sangue non devono superare le 8 unità ogni millimetro cubo di sangue.